# Блэкетт, Тайлер
Та́йлер Не́йтан Блэ́кетт (англ. Tyler Nathan Blackett; родился 2 апреля 1994 года в Манчестере) — английский футболист, защитник клуба «Ротерем Юнайтед». Воспитанник академии «Манчестер Юнайтед».

## Клубная карьера
Тайлер Блэкетт родился в Манчестере. В 2002 году в возрасте 8 лет присоединился к юношеской Академии «Манчестер Юнайтед». В Академии «Юнайтед» выступал на позициях центрального и левого защитника. В 2011 году помог своему клубу выиграть Молодёжный кубок Англии.
1 ноября 2013 года Блэкетт перешёл в клуб «Блэкпул», выступающий в Чемпионшипе Футбольной лиги, на правах аренды сроком на один месяц. Уже 2 ноября он дебютировал за «Блэкпул», отыграв полный матч против «Ноттингем Форест». Впоследствии срок его аренды был продлён до 1 января 2014 года.
31 января 2014 года Тайлер отправился в аренду в клуб «Бирмингем Сити» до окончания сезона. 1 февраля вместе со своим одноклубником по «Манчестер Юнайтед» Томом Торпом вышел на поле в матче против «Дерби Каунти». На 38-й минуте сбил в своей штрафной Уилла Хьюза, за что был назначен пенальти, который взял голкипер «Бирмингема». Проигрывая по ходу матча со счётом 1:3, «Бирмингем» смог вырвать ничью; окончательный счёт 3:3 уже в добавленное арбитром время установил ещё один арендованный из «Манчестер Юнайтед» игрок, Федерико Македа.
Перед началом сезона 2014/15 Блэкетт отправился с командой в предсезонное турне по США, где сыграл в ряде матчей на позиции центрального защитника в новой схеме 3-5-2, которую использовал главный тренер клуба Луи ван Гал. Дебютировал за «Манчестер Юнайтед» в официальной игре 16 августа 2014 года в матче первого тура Премьер-лиги против «Суонси Сити».
29 августа 2015 года отправился в аренду в шотландский «Селтик», где провёл сезон 2015/16.
22 августа 2016 года покинул «Манчестер Юнайтед», перейдя в «Рединг».
15 августа 2020 года подписал контракт с «Ноттингем Форест».
5 августа 2021 года присоединился к клубу MLS «Цинциннати», подписав контракт до конца июня 2022 года с опцией продления до конца сезона 2023. В американской лиге дебютировал 19 сентября в матче против «Нью-Йорк Сити», выйдя на замену на 77-й минуте. 20 октября в матче против «Чикаго Файр» забил свой первый гол в MLS. По окончании сезона 2022 покинул «Цинциннати» в связи с непродлением контракта.
8 марта 2023 года вернулся играть в Англию, присоединившись к клубу Чемпионшипа «Ротерем Юнайтед» по краткосрочному контракту до конца сезона 2022/23. За «мельников» дебютировал 11 марта в матче против «Бирмингем Сити», выйдя на замену во втором тайме вместо Ли Пелтьера. 27 июня подписал новый однолетний контракт с «Ротерем Юнайтед». 4 октября в матче против «Бристоль Сити» забил свой первый гол за «мельников».

## Карьера в сборной
Блэкетт мог выступать за сборные Англии, Барбадоса и Ямайки. В сентябре 2009 года был вызван в сборную Англии до 16 лет.
Выступал за сборные Англии до 16, до 17, до 18 и до 19 лет.
9 сентября 2014 года дебютировал в составе сборной Англии до 21 года, выйдя на замену в матче против сборной Молдавии.

## Статистика выступлений
| Клуб                    | Сезон            | Лига | Лига | Кубок страны | Кубок страны | Кубок лиги | Кубок лиги | Еврокубки | Еврокубки | Прочие | Прочие | Итого | Итого |
| Клуб                    | Сезон            | Игры | Голы | Игры         | Голы         | Игры       | Голы       | Игры      | Голы      | Игры   | Голы   | Игры  | Голы  |
| ----------------------- | ---------------- | ---- | ---- | ------------ | ------------ | ---------- | ---------- | --------- | --------- | ------ | ------ | ----- | ----- |
| Блэкпул (аренда)        | 2013/14          | 5    | 0    | 0            | 0            | 0          | 0          | 0         | 0         | 0      | 0      | 5     | 0     |
| Блэкпул (аренда)        | Итого            | 5    | 0    | 0            | 0            | 0          | 0          | 0         | 0         | 0      | 0      | 5     | 0     |
| Бирмингем Сити (аренда) | 2013/14          | 8    | 0    | 0            | 0            | 0          | 0          | 0         | 0         | 0      | 0      | 8     | 0     |
| Бирмингем Сити (аренда) | Итого            | 8    | 0    | 0            | 0            | 0          | 0          | 0         | 0         | 0      | 0      | 8     | 0     |
| Манчестер Юнайтед       | 2014/15          | 11   | 0    | 1            | 0            | 0          | 0          | 0         | 0         | 0      | 0      | 12    | 0     |
| Манчестер Юнайтед       | Итого            | 11   | 0    | 1            | 0            | 0          | 0          | 0         | 0         | 0      | 0      | 12    | 0     |
| Селтик (аренда)         | 2015/16          | 3    | 0    | 1            | 0            | 1          | 0          | 3         | 0         | 0      | 0      | 8     | 0     |
| Селтик (аренда)         | Итого            | 3    | 0    | 1            | 0            | 1          | 0          | 3         | 0         | 0      | 0      | 8     | 0     |
| Всего за карьеру        | Всего за карьеру | 27   | 0    | 2            | 0            | 1          | 0          | 3         | 0         | 0      | 0      | 33    | 0     |

## Достижения
Селтик
- Чемпион Шотландии: 2015/16

 Англия (до 16)
- Победитель Кубка Victory: 2009